# Ranunculus micranthus
Ranunculus micranthus är en ranunkelväxtart som först beskrevs av Samuel Frederick Gray, och fick sitt nu gällande namn av Thomas Nuttall, John Torrey och Gray. Ranunculus micranthus ingår i släktet ranunkler, och familjen ranunkelväxter. Inga underarter finns listade i Catalogue of Life.

## Bildgalleri